# USS Aulick (DD-569)
USS Aulick (DD-569) là một tàu khu trục lớp Fletcher được Hải quân Hoa Kỳ chế tạo trong Chiến tranh Thế giới thứ hai. Nó là chiếc tàu chiến thứ hai của Hải quân Mỹ được đặt theo tên Thiếu tướng Hải quân John H. Aulick (1787–1873), người tham gia cuộc Chiến tranh 1812. Nó hoạt động cho đến hết Thế Chiến II, được cho xuất biên chế năm 1946, rồi được chuyển cho Hy Lạp năm 1959 và hoạt động như là chiếc Sfendoni (D-85) cho đến năm 1991 và bị tháo dỡ năm 1997. Aulick được tặng thưởng năm Ngôi sao Chiến trận do thành tích phục vụ trong Thế Chiến II.

## Thiết kế và chế tạo
Aulick được đặt lườn tại xưởng tàu của hãng Consolidated Steel Corporation ở Orange, Texas vào ngày 14 tháng 5 năm 1941. Nó được hạ thủy vào ngày 2 tháng 3 năm 1942; được đỡ đầu bởi bà Thaddeus A. Thomson, phu nhân Đại tá Hải quân Thomson, quyền Tư lệnh Quân khu Hải quân 8; và nhập biên chế vào ngày 27 tháng 10 năm 1942 dưới quyền chỉ huy của Hạm trưởng, Thiếu tá Hải quân O. P. Thomas, Jr.

## Lịch sử hoạt động

### Thế Chiến II

#### 1943
Sau khi nhập biên chế, Aulick tiến hành chạy thử máy trong vịnh Mexico và ngoài khơi Casco Bay, Maine, trước khi khởi hành từ Philadelphia, Pennsylvania vào ngày 23 tháng 1 năm 1943 để hướng sang khu vực Mặt trận Thái Bình Dương. Nó băng qua kênh đào Panama và dừng chân tại Bora Bora thuộc quần đảo Society, trước khi đi đến Nouméa, New Caledonia vào ngày 12 tháng 2. Sau một tuần lễ tuần tra chống tàu ngầm ngoài khơi New Caledonia, nó gia nhập Lực lượng Đặc nhiệm 64 trong biển Coral, sẵn sàng để hỗ trợ cho lực lượng Hoa Kỳ đổ bộ lên quần đảo Russell.
Khi Lực lượng Đặc nhiệm 64 quay trở về Nouméa vào ngày 25 tháng 2, Aulick được cho tách ra, và khởi hành đi Espiritu Santo vào ngày 1 tháng 3 để hộ tống cho chiếc tàu chở máy bay Athene của Hải quân Hoàng gia Anh. Từ đây nó đi đến đảo Efate, New Hebrides, nhưng vào ngày 9 tháng 3, nó được lệnh quay trở lại Nouméa. Lúc 04 giờ 11 phút ngày 10 tháng 3, trong khi đang di chuyển ở tốc độ 20 hải lý trên giờ (37 km/h; 23 mph), nó va phải một dãi san hô ngầm ngoài khơi cực phía Nam của New Caledonia, bị hư hại đáng kể lườn tàu, chân vịt và động cơ.
Sau khi vào ụ tàu sửa chữa ngắn tại Nouméa, Aulick được kéo về quần đảo Hawaii sau các chặng dừng tại Suva thuộc quần đảo Fiji và Pago Pago thuộc Samoa, đến nơi vào ngày 10 tháng 4. Con tàu được sửa chữa tại Trân Châu Cảng cho đến ngày 8 tháng 11, khi nó lên đường đi Bremerton, Washington. Đến nơi vào ngày 14 tháng 11, nó đi vào Xưởng hải quân Puget Sound để thay thế động cơ bị hư hại. Sau đó nó lên đường vào ngày 23 tháng 12 để quay trở lại Trân Châu Cảng, và sau khi đến nơi nó còn trải qua ba tuần lễ bảo trì tại đây.

#### 1944
Aulick rời khu vực quần đảo Hawaii vào ngày 22 tháng 1 năm 1944 để quay về vùng bờ Tây, trình diện để phục vụ cùng Bộ chỉ huy Huấn luyện Tác chiến Hạm đội tại San Francisco, California vào ngày 3 tháng 2. Nhiệm vụ của nó là phục vụ như tàu huấn luyện cơ khí, đạn dược và nhiệm vụ trên tàu. Trong giai đoạn này nó từng giải cứu 16 thành viên đội bay một thủy phi cơ PBM Mariner của Hải quân bị rơi vào ngày 11 tháng 4.
Aulick được thay phiên vào ngày 18 tháng 5, đi đến xưởng tàu của hãng Bethlehem Steel Shipyard ở San Francisco để sửa chữa, và sau khi hoàn tất, nó lại lên đường đi Trân Châu Cảng, đến nơi vào ngày 27 tháng 6. Sau một loạt các cuộc thực tập huấn luyện, nó lên đường vào ngày 9 tháng 7, hộ tống 12 tàu vận tải tham gia Trận Guam. Chúng đi đến ngoài khơi Guam vào ngày 22 tháng 7, và chiếc tàu khu trục ở lại khu vực làm nhiệm vụ tuần tra và bảo vệ cho các đơn vị thuộc Đệ Ngũ hạm đội cho đến ngày 6 tháng 8.
Sau một lượt tiếp liệu tại Eniwetok, Aulick gặp gỡ Đội đặc nhiệm 32.4 vào ngày 21 tháng 8, và tiếp tục đi đến Guadalcanal nơi nó trải qua ba tuần lễ tiếp theo chuẩn bị cho chiến dịch sắp tới tại Palau. Nó lên đường trong thành phần Đội đặc nhiệm 32.7 vào ngày 8 tháng 9, đi đế mục tiêu vào ngày 15 tháng 9, và đã hỗ trợ cho các cuộc đổ bộ và chiếm đóng Peleliu và chiếm đóng Anguar.
Vào ngày 30 tháng 9, Aulick đi đến đảo Manus thuộc quần đảo Admiralty để gia nhập Đệ Thất hạm đội. Nó lên đường đi Philippines vào ngày 12 tháng 10 và đi đến ngoài khơi Leyte vào ngày 18 tháng 10. Sang ngày hôm sau, nó được phân về đội hỗ trợ hỏa lực phía Bắc, làm nhiệm vụ bắn phá bờ biển, bắn pháo quấy rối ban đêm, và hỗ trợ hỏa lực gần. Nó đi vào vịnh San Pedro lúc 06 giờ 55 phút và khai hỏa lúc 11 giờ 15 phút. Đến khoảng 12 giờ 12 phút, pháo phòng thủ duyên hải Nhật Bản bắn trả đã trúng chiếc tàu khu trục, làm thiệt mạng một người do mảnh đạn. Nó ngừng bắn lúc 13 giờ 28 phút và rút lui qua đêm. Nó lại bắn pháo hỗ trợ trong các ngày 20 và 21 tháng 10, rồi từ ngày 22 đến ngày 24 tháng 10 đã canh phòng nhưng không nổ súng.
Trong khi đó, Hải quân Nhật đã thực hiện kế hoạch phòng thủ Philippines bằng Hạm đội Liên hợp. Các tàu chiến Nhật Bản được tổ chức thành bốn đội. Lực lượng phía Bắc được xây dựng chung quanh những tàu sân bay còn lại nhưng đã bị mất hầu hết máy bay, được bố trí như một mồi nhữ về phía Bắc Luzon. Phía Nhật Bản muốn đánh lừa Lực lượng Đặc nhiệm 38, lực lượng tàu sân bay nhanh đi lên một điểm xa khỏi vịnh Leyte để không thể can thiệp trong khi những lực lượng còn lại, bao gồm các hạm tàu nổi, sẽ đánh tan các tàu đổ bộ và hỗ trợ của tướng Douglas MacArthur tại các bãi đổ bộ ở Leyte. Lực lượng Trung tâm, đội mạnh nhất trong số này, sẽ đi ngang biển Sibuyan, vượt qua eo biển San Bernardino và tiến vào vịnh Leyte từ phía Bắc. Hai lực lượng còn lại sẽ băng qua eo biển Surigao để tấn công vịnh Leyte từ phía Nam.
Vào ngày 25 tháng 10, Aulick nằm trong thành phần hộ tống bảo vệ các thiết giáp hạm và tàu tuần dương Hoa Kỳ canh gác các lối ra vào eo biển Surigao. Trong Trận chiến eo biển Surigao, hải pháo của lực lượng này đã tiêu diệt hầu như toàn bộ đội dẫn đầu của Lực lượng phía Nam Nhật Bản dưới quyền Phó đô đốc Shōji Nishimura, và khiến đội tập hậu dưới quyền Phó đô đốc Kiyohide Shima phải rút lui. Aulick tham gia vào việc đánh chìm một tàu khu trục lớp Akitsuki trước khi nhận mệnh lệnh khẩn cấp quay trở lại vịnh Leyte.
Nhận được báo cáo về việc Lực lượng Trung tâm Nhật Bản đang tiếp cận từ phía Bắc, Aulick và năm tàu khu trục khác được bố trí canh gác gần bờ biển phía Nam đảo Homonhon chờ đợi cộc tấn công vốn đã không xảy ra. Sang ngày 29 tháng 10, nó lên đường cùng Đội đặc nhiệm 77.2 để đi đến cảng Seeadler, và chiếc tàu khu trục khởi hành vào ngày 17 tháng 11 để gặp gỡ West Virginia (BB-48) trong eo biển Vitiaz, và hộ tống chiếc thiết giáp hạm quay trở lại Seeadler. Sau khi tiếp tục hộ tống chiếc thiết giáp hạm đi Ulithi, nó quay trở lại Leyte vào ngày 22 tháng 11.
Đi đến vịnh Leyte vào ngày 25 tháng 11, Aulick một lần nữa gia nhập Đội đặc nhiệm 77.2. Vào ngày 29 tháng 11, đang khi tuần tra ở lối tiếp cận phía Đông vịnh Leyte, nó bị sáu máy bay Nhật Bản tấn công lúc 17 giờ 50 phút. Một máy bay đã bổ nhào và cắt một quả bom sát con tàu trước khi đâm xuống nước và nổ tung cách mũi tàu 20 yd (18 m) bên mạn trái. Một chiếc thứ hai tiếp cận và đâm bổ xuống bên mạn phải, đầu cánh máy bay va chạm vào cầu tàu, tiếp tục đâm xuống và nổ tung gần mũi tàu ngay trên sàn tàu chính. Vụ nổ khiến khẩu pháo số 2 và phòng đạn pháo bốc cháy, mảnh vỡ giết chết nhiều người trên cầu tàu. Tổng cộng có 31 người thiệt mạng, 64 người khác bị thương và một người mất tích.
Sau khi được tàu khu trục Pringle (DD-477) thay phiên, Aulick đi đến vịnh San Pedro để sửa chữa khẩn cấp và chuyển những người bị thương. Đến ngày 1 tháng 12, nó lên đường quay trở về vùng bờ Tây ngang qua cảng Seeadler và Trân Châu Cảng, và đi vào Xưởng hải quân Mare Island vào ngày 24 tháng 12 để sửa chữa.

#### 1945
Aulick bắt đầu chạy thử máy sau sửa chữa từ ngày 24 tháng 2 năm 1945, rồi tiến hành huấn luyện ôn tập ngoài khơi San Diego trước khi rời vùng bờ Tây vào ngày 7 tháng 3. Sau các đợt huấn luyện khác tại Trân Châu Cảng, nó lên đường vào ngày 25 tháng 3 để đi Philippines, ngang qua Eniwetok, Ulithi và Kossol Roads. Từ Leyte, nó khởi hành vào ngày 12 tháng 4 để đi Morotai, tại Đông Ấn thuộc Hà Lan, rồi lại khởi hành một tuần sau đó để đi đến đảo Mindanao cùng các đơn vị của Sư đoàn 31 Bộ binh trên tàu. Sau khi cho đổ bộ lực lượng tấn công lên Mindanao vào ngày 22 tháng 4, chiếc tàu khu trục hộ tống các tàu đổ bộ LST quay trở lại Morotai, và ở lại đây cho đến ngày 30 tháng 4, khi nó lên đường quay lại vịnh San Pedro.
Sau khi được bảo trì, Aulick lên đường đi Okinawa và thả neo ngoài khơi bãi biển Hagushi vào ngày 16 tháng 5, làm nhiệm vụ cột mốc radar phòng không và canh phòng chung quanh các tàu vận chuyển. Con tàu ở lại khu vực này cho đến khi Nhật Bản đầu hàng kết thúc cuộc xung đột. Từ ngày 24 tháng 8 đến ngày 2 tháng 9, nó được phân công nhiệm vụ giải cứu không-biển và dẫn đường hàng không giữa Okinawa và Tokyo. Vào ngày 28 tháng 8, nó giải cứu mười hai người từ một máy bay ném bom Consolidated B-32 Dominator bị rơi.
Được thay phiên nhiệm vụ, Aulick rời Okinawa vào ngày 10 tháng 9 để lên đường quay trở về nhà, đi ngang qua Trân Châu Cảng và vượt kênh đào Panama, về đến New York vào ngày 17 tháng 10. Nó tham gia cuộc Duyệt binh Tổng thống Hạm đội vào Ngày Hải quân 27 tháng 10, rồi đi vào Xưởng hải quân New York vào ngày 15 tháng 11 để chuẩn bị ngừng hoạt động. Aulick được cho xuất biên chế vào ngày 18 tháng 4 năm 1946.

### Sfendoni(D-85)
Chiếc tàu khu trục được chuyển cho chính phủ Hy Lạp mượn vào ngày 21 tháng 8 năm 1959, và phục vụ cùng Hải quân Hy Lạp như là chiếc Sfendoni (D-85). Nó được cho rút khỏi danh sách Đăng bạ Hải quân Hoa Kỳ vào ngày 1 tháng 9 năm 1975, rồi được chính thức bán cho Hy Lạp vào tháng 4 năm 1977. Con tàu ngừng hoạt động năm 1991 và bị tháo dỡ tại Aliağa, Thổ Nhĩ Kỳ vào năm 1997.

## Phần thưởng
Aulick được tặng thưởng năm Ngôi sao Chiến trận do thành tích phục vụ trong Thế Chiến II.